# Trichoniscus demivirgo
Trichoniscus demivirgo är en kräftdjursart som beskrevs av Blake 1931. Trichoniscus demivirgo ingår i släktet Trichoniscus och familjen Trichoniscidae. Inga underarter finns listade i Catalogue of Life.